# ライアン・シンクレア
ライアン・シンクレア（英: Ryan Sinclair）は、クリス・チブナルが制作し、トシン・コールが演じる、イギリスの長寿SFドラマ『ドクター・フー』の架空の登場人物。「新生ドクター、地球に落ちる」で始まるシリーズ11において、ジョディ・ウィテカーが演じる異星人のタイムトラベラーである13代目ドクターのコンパニオンとして登場する。
日本語版声優は佐々木拓真。

## 登場

### テレビ
ライアン・シンクレアはシリーズ11の第1話「新生ドクター、地球に落ちる」（2018年）で初登場を果たした。
ライアンはイングランドのシェフィールドで暮らす19歳の少年で、パートタイマーとして倉庫で働きながら、整備士になることを夢見ている。最近義理の祖父グレアム・オブライエンと結婚した祖母グレース・オブライエンに育てられた。グレースは一同がドクターと出会う約3年前、看護師としての勤務中に癌の治療中であったグレアムと出会った。ライアンとヤズミン・カーンは小学校の同級生であったが、再会するまで互いの近況を知らなかった。
ライアンは発達性協調運動障害を患っており、運動能力に影響する体の協調性に異常がある。症状は比較的軽度で肉体も高度に機能しているが、バランス感覚が影響され、自転車に乗ることが極めて困難に感じられる。
ライアンの父アーロンは海洋電気エンジニアであり、2019年新春スペシャル「終わらない悪夢と新たな旅」で初めて登場した。アーロンはライアンの母が他界して以降彼とほとんど関りを持っておらず、グレースの葬儀にも出席しなかった。ライアンからは憎まれていたものの、2019年正月にやり直しのため家族を訪れた際に復活したダーレクの陰謀に巻き込まれ、自身をダーレクから救ったライアンと和解した。

### 他のメディア
2018年9月、グレアムの登場するシリーズ11の小説版3作 The Good Doctor、Molten Heart、Combat Magicks が告知された。Molten Heart の表紙はライアンが飾った。

## キャスティング
2017年10月22日、コールが2018年の『ドクター・フー』シリーズ11でコンパニオン役を演じ、ジョディ・ウィテカーと共演することが告知された。
「新生ドクター、地球に落ちる」の放送に続く2018年9月26日、ライアンが運動障害を患っていることが公式にメディアで明かされた。制作総責任者クリス・チブナルは「子供達には比較的ありふれたことだ。だから、ヒーローがどんな形や大きさにもなるのを見ることが大切だと思う」とコメントした。運動障害の状態を正確に演じるため、ディスプラキシア・ファンデーションによる相当な調査が行われた。
2020年11月30日にライアン役のトシン・コールがグレアム役のブラッドリー・ウォルシュと共にシリーズを降板することがBBCから発表された。2021年の新春スペシャル "Revolution of the Daleks" が最後のレギュラー登場になる予定である。